# 松本隆太郎
松本隆太郎（日语：／ Matsumoto Ryūtarō，1986年1月16日—），日本男子摔跤运动员。他曾代表日本参加2012年夏季奥林匹克运动会摔跤比赛，获得男子古典式60公斤级铜牌。他也曾参加2010年和2014年亚洲运动会。